# Spermacoce hillii
Spermacoce hillii là một loài thực vật có hoa trong họ Thiến thảo. Loài này được (Chippend.) Govaerts miêu tả khoa học đầu tiên năm 1996.